# Tapijtknopen

Vervaardigen van een symmetrische knoop, het knopen verloopt zo snel dat het met het oog nauwelijks te volgen is. (Deze animatie toont op ware snelheid, continu herhalend, het maken van één knoop.)

Een handgeknoopt tapijt (Perzisch tapijt) wordt vervaardigd met behulp van een weefgetouw. Het eindresultaat wordt sterk beïnvloed door het aantal kettingdraden (scheringdraden) dat per cm wordt gebruikt. Hoe meer kettingdraden hoe fijner het werkstuk zal zijn. Tussen de kettingdraden worden de inslagdraden geweven. Na elke ingeweven inslagdraad (soms na twee of drie) volgt een rij knopen. Een knoop bestaat uit een draad die rond twee kettingdraden is geknoopt en daarna afgesneden. De twee einden van deze draad, die min of meer verticaal op de geweven onderzijde staan, vormen de pool van het tapijt.
Het knopen van een tapijt is een zeer arbeidsintensief karwei. Zo heeft bijvoorbeeld een tapijt met 40 knopen per vierkante cm en een afmeting van 2 * 3 meter in totaal bijna twee en een half miljoen knopen. Een goede knoper of knoopster maakt op een dag 5000 tot 8000 knopen. Voor het genoemde tapijt is dat 300 tot 480 werkdagen. Dat is meer dan een jaar werk. Om sneller te vorderen worden knopen ook wel om vier kettingdraden in plaats van twee gelegd. Door deze zogenoemde juftiknoop wordt het werk in een richting beduidend grover en is minder mooi.

## De knoopanimatie
De knoopanimatie is samengesteld uit elf beelden die een indruk geven van alle handelingen. De volgorde is van links naar rechts en van boven naar onder.
|  |  |
|  |  |
|  |  |
|  |  |
|  |  |
|  |  |

## Soorten van knopen
Bij het tapijtknopen worden voornamelijk twee soorten knopen gebruikt: de symmetrische (Turkse) knoop en de asymmetrische (Perzische) knoop. De oude benamingen tussen haakjes geven aan dat het gebruik van deze verschillende knopen vooral geografisch bepaald is. De symmetrische knoop wordt gebruikt voor tapijten afkomstig uit Turkije en de Kaukasus. De asymmetrische knoop wordt voor de overige tapijten gebruikt.
|  |  |  |
|  |  |  |

## Bepalen van de knoopdichtheid

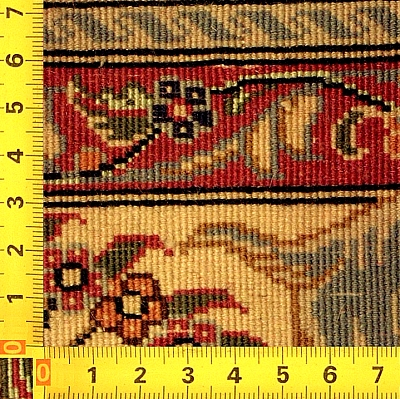
5500 knopen per dm²

De knoopdichtheid wordt in de Europese landen aangeduid in knopen per cm², per dm² of per m². In Perzië wordt de knoopdichtheid vanouds aangeduid in "raj", dat is het aantal knopen per "gereh". Een gereh is 7 centimeter. Door de knoopdichtheid in raj te delen door 49 (7 × 7) krijgt men het aantal knopen per cm².
Het tellen van de knopen gebeurt aan de achterzijde van het kleed. Let er bij het tellen op of de kettingdraden in één vlak liggen, aan de achterzijde is dan elke knoop in de richting van de inslagdraden zichtbaar als twee punten. Bij een volledig gekantelde ketting is elke knoop in de richting van de inslag zichtbaar als één punt. De eenvoudigste manier om vast te stellen of de ketting in één vlak ligt is om te zoeken naar knopen die aan de achterzijde slechts één punt laten zien. Zijn die niet te vinden, dan ligt de ketting waarschijnlijk vlak en moet het aantal getelde punten in de richting van de inslag door twee worden gedeeld. Door te tellen over een grotere oppervlakte, bijvoorbeeld 7 × 7 of 10 × 10 centimeter, wordt de bepaling van de knoopdichtheid nauwkeuriger.